# Константиновская медаль
Константи́новская меда́ль Императорского Русского географического общества — высшая награда Императорского Русского географического общества, учреждённая в 1846 году.

## История
Учредителем медали был первый председатель Русского географического общества Великий князь Константин Николаевич, в честь которого она и стала называться Константиновской. Вместе с медалью лауреаты получали денежные суммы с процентов от капитала в 5000 рублей, внесённых Великим князем в декабре 1846 года. Награда присуждалась:

за полезные труды по географии: путешественнику, отличившемуся важностью своих открытий и изысканий, или же автору лучшего сочинения, преимущественно по части географии, этнографии и статистики России.

Проект медали выполнил К. В. Чевкин. Правила присуждения медали было поручено выработать П. Н. Фуссу; в феврале 1847 года они были утверждены.
Первое присуждение состоялось в ноябре 1849 года, поскольку затянулось изготовление медали: сначала оно было поручено П. П. Уткину, затем медальеру А. И. Губе, после смерти которого в августе 1848 года — Р. Ганеману (1819—1867); наконец, в марте 1849 года медаль была закончена П. Брусницыным.
В 1854 году была установлена очерёдность между отделениями общества в присуждении медали, а также установлены медальные комиссии.
Окончательное положение о медали относится к 1887 году.
Современная медаль:
- С 1924 года медаль называлась: «Высшая награда общества». Присуждение было прекращено после 1929 года.
- С 2010 года обновлённая золотая медаль вручается членам РГО, за выдающиеся заслуги в географической науке и исключительный вклад в деятельность общества[1].

## Награждённые медалью
Первое награждение состоялось в 1849 году: Эрнст Карлович Гофман был удостоен медали за Северо-Уральскую экспедицию.
В разные годы её удостоились как высшей награды ИРГО 73 человека, в их числе:
Иностранные получатели
Иностранные подданные:
- 1861 — Бэр, Карл Эрнст фон
- 1878 — Норденшельд, Адольф Эрик
- 1878 — Абих, Герман Вильгельмович
- 1907 — Нансен, Фритьоф
- 1909 — Шеклтон, Эрнест
- 1912 — Амундсен, Руаль

## Современный аналог медали
С 2010 года награждение медалью на съездах РГО возобновлено, несмотря на отсутствие статута (что мешает по действующим законам РФ расценивать вручение медали как награждение). С 2017 года медаль вновь появилась в «Положении о наградах РГО», что урегулирует её статус.
- 2010 — Дроздов, Николай Николаевич, биогеограф
- 2011 — Котляков, Владимир Михайлович, гляциолог
- 2015 — Лаппо, Георгий Михайлович, географ-урбанист
- 2015 — Симонов, Юрий Гаврилович, геоморфолог
- 2017 — Усманов, Алишер Бурханович, экономист.